# Louise Penny
Pour les articles homonymes, voir Penny.
Œuvres principales
- Série Une enquête de l'inspecteur-chef Armand Gamache

Louise Penny, née le 1er juillet 1958 à Toronto, est une femme de lettres canadienne surtout connue pour ses romans policiers. Elle demeure à Lac-Brome (Knowlton) au Québec où se situe le décor des enquêtes de l'inspecteur Armand Gamache de la Sûreté du Québec. Les livres de cette série lui ont valu quatre fois de suite (2007–2010) le prix Agatha pour le roman policier qui se conforme au genre du whodunit dans le style d'Agatha Christie.

## Biographie

### Jeunesse et carrière à la CBC
Louise Penny est née à Toronto, au Canada, en 1958. Sa mère était une lectrice assidue de romans et de documentaires, avec un penchant particulier pour les romans policiers, et Louise a grandi en lisant des auteurs de romans policiers tels qu'Agatha Christie, Georges Simenon, Dorothy L. Sayers et Michael Innes.
Louise Penny fait des études à l'Université Ryerson où elle obtient un diplôme en arts appliqués (radio et télévision) en 1979 avant de faire une carrière de 18 ans comme animatrice radio pour la CBC. Au début de sa carrière dans la radiodiffusion, elle a accepté des postes dans des endroits éloignés de ses amis et de sa famille, et pour faire face à ses sentiments de solitude et d'isolement, elle s'est tournée de plus en plus vers l'alcool.
À 35 ans, elle reconnaît publiquement avoir un problème d'alcoolodépendance qu'elle parvient à résoudre. Peu de temps après, elle a rencontré son futur mari, Michael Whitehead, chef du service d'hématologie de l'Hôpital de Montréal pour enfants, lors d'un rendez-vous arrangé.

### Carrière littéraire
Après son mariage, Louise Penny a quitté la CBC pour se lancer dans l'écriture. Elle a commencé un roman historique, mais a eu du mal à le terminer et s'est finalement tournée vers l'écriture de romans policiers. Elle a présenté son premier roman, Still Life, au concours Debut Dagger au Royaume-Uni, où elle s'est classée deuxième sur 800 inscriptions. Le roman a remporté d'autres prix, notamment le prix New Blood Dagger au Royaume-Uni, le Prix Arthur-Ellis au Canada pour le meilleur premier roman policier, le Prix Dilys, le Prix Anthony et le prix Barry pour le meilleur premier roman aux États-Unis.
Elle a continué d'écrire, obtenant des nominations aux principaux prix du roman policier pour presque chacun de ses romans et remportant plusieurs de ces prix.
Son œuvre met en scène l'inspecteur-chef Armand Gamache, chef du service des homicides de la Sûreté du Québec. Les romans se déroulent dans la province de Québec ; plusieurs se déroulent à Three Pines, un village imaginaire des Cantons-de-l'Est. Les romans présentent de nombreuses caractéristiques du genre britannique du whodunit, notamment des meurtres commis par des moyens peu conventionnels, des villages bucoliques, un grand nombre de suspects, des fausses pistes et la révélation dramatique du meurtrier dans les dernières pages du livre.
Son oeuvre est traduite en plusieurs langues et obtient un succès critique et public.
En 2009, elle a contribué au lancement d'un nouveau prix pour les aspirants auteurs de romans policiers canadiens, le Unhanged Arthur pour le meilleur premier roman non publié.
En août 2017, elle a invité à North Hatley, en Estrie, l’ancien président américain Bill Clinton, son épouse et ex-candidate à la présidence Hillary Clinton, de même que leur fille Chelsea et ses deux enfants. Elle est une amie du couple.
Louise Penny vit actuellement à Sutton, un petit village des Cantons-de-l'Est au Québec, à environ 100 km de Montréal. Son mari Michael est décédé le 18 septembre 2016.

## Œuvre

### SérieArmand Gamache enquête
La série est éditée en France sous le titre Une enquête de l'inspecteur-chef Armand Gamache.
1. En plein cœur, Flammarion Québec, 2010 ((en) Still Life, 2005), trad. Michel Saint-Germain  (ISBN 978-2-89077-389-9)Réédition, sous le titre Nature morte, Actes Sud, coll. « Actes noirs », 2011 (ISBN 978-2-7427-9775-2) ; réédition, Actes Sud, coll. « Babel noir » no 64, 2012 (ISBN 978-2-330-01075-1)
2. Sous la glace, Flammarion Québec, 2011 ((en) A Fatal Grace, 2007), trad. Michel Saint-Germain  (ISBN 978-2-89077-390-5)Réédition, Actes Sud, coll. « Actes noirs », 2011 (ISBN 978-2-330-00136-0) ; réédition, Actes Sud, coll. « Babel noir » no 90, 2013 (ISBN 978-2-330-01874-0)
3. Le Mois le plus cruel, Flammarion Québec, 2011 ((en) The Cruelest Month, 2008), trad. Michel Saint-Germain et Louise Chabalier  (ISBN 978-2-89077-391-2)Réédition, Actes Sud, coll. « Actes noirs », 2012 (ISBN 978-2-330-00941-0) ; réédition, Actes Sud, coll. « Babel noir » no 112, 2014 (ISBN 978-2-330-03136-7)
4. Défense de tuer, Flammarion Québec, 2012 ((en) The Murder Stone, 2009), trad. Claire Chabalier et Louise Chabalier  (ISBN 978-2-89077-392-9)Intitulé A Rule Against Murder aux États-Unis. Réédition, Actes Sud, coll. « Actes noirs », 2013 (ISBN 978-2-330-01942-6) ; réédition, Actes Sud, coll. « Babel noir » no 138, 2015 (ISBN 978-2-330-05247-8)
5. Révélation brutale, Flammarion Québec, 2012 ((en) The Brutal Telling, 2009), trad. Claire Chabalier et Louise Chabalier  (ISBN 978-2-89077-393-6)Réédition, Actes Sud, coll. « Actes noirs », 2014 (ISBN 978-2-330-03131-2) ; réédition, Actes Sud, coll. « Babel noir » no 161, 2016 (ISBN 978-2-330-06455-6)
6. Enterrez vos morts, Flammarion Québec, 2013 ((en) Bury Your Dead, 2010), trad. Claire Chabalier et Louise Chabalier  (ISBN 978-2-89077-445-2)Réédition, Actes Sud, coll. « Actes noirs », 2015 (ISBN 978-2-330-05239-3) ; réédition, Actes Sud, coll. « Babel noir » no 193, 2018 (ISBN 978-2-330-09057-9)

6,5 Le Pendu, Flammarion Québec, 2022 ((en) The Hangman, 2010), trad. Lori Saint-Martin et Paul Gagné  (ISBN 978-2-89811-075-7)Réédition, Actes Sud, coll. « Actes noirs », 2025 (ISBN 978-2-330-21264-3) (à paraître le 5 novembre 2025)
1. Illusion de lumière, Flammarion Québec, 2013 ((en) A Trick of the Light, 2011), trad. Claire Chabalier et Louise Chabalier  (ISBN 978-2-89077-446-9)Réédition, sous le titre Une illusion d’optique, Actes Sud, coll. « Actes noirs », 2016 (ISBN 978-2-330-06904-9) ; réédition, Actes Sud, coll. « Babel noir » no 211, 2019 (ISBN 978-2-330-11712-2)
2. Le Beau Mystère, Flammarion Québec, 2014 ((en) The Beautiful Mystery, 2012), trad. Claire Chabalier et Louise Chabalier  (ISBN 978-2-89077-550-3)Réédition, Actes Sud, coll. « Actes noirs », 2017 (ISBN 978-2-330-08180-5) ; réédition, Actes Sud, coll. « Babel noir » no 233, 2020 (ISBN 978-2-330-12987-3)
3. La Faille en toute chose, Flammarion Québec, 2014 ((en) How the Light Gets In, 2013), trad. Claire Chabalier et Louise Chabalier  (ISBN 978-2-89077-608-1)Réédition, Actes Sud, coll. « Actes noirs », 2018 (ISBN 978-2-330-10633-1) ; réédition, Actes Sud, coll. « Babel noir » no 244, 2021 (ISBN 978-2-330-14318-3)
4. Un long retour, Flammarion Québec, 2015 ((en) The Long Way Home, 2014), trad. Lori Saint-Martin et Paul Gagné  (ISBN 978-2-89077-678-4)Réédition, Actes Sud, coll. « Actes noirs », 2019 (ISBN 978-2-330-12588-2) ; réédition, Actes Sud, coll. « Babel noir » no 263, 2022 (ISBN 978-2-330-15960-3)
5. La Nature de la bête, Flammarion Québec, 2016 ((en) The Nature of the Beast, 2015), trad. Lori Saint-Martin et Paul Gagné  (ISBN 978-2-89077-736-1)Réédition, Actes Sud, coll. « Actes noirs », 2020 (ISBN 978-2-330-13554-6) ; réédition, Actes Sud, coll. « Babel noir » no 284, 2023 (ISBN 978-2-330-17433-0)
6. Un outrage mortel, Flammarion Québec, 2017 ((en) A Great Reckoning, 2016), trad. Lori Saint-Martin et Paul Gagné  (ISBN 978-2-89077-790-3)Réédition, Actes Sud, coll. « Actes noirs », 2021 (ISBN 978-2-330-15006-8) ; réédition, Actes Sud, coll. « Babel noir » no 302, 2024 (ISBN 978-2-330-18514-5)
7. Maisons de verre, Flammarion Québec, 2018 ((en) Glass Houses, 2017), trad. Lori Saint-Martin et Paul Gagné  (ISBN 978-2-89077-794-1)Réédition, Actes Sud, coll. « Actes noirs », 2023 (ISBN 978-2-330-17635-8) ; réédition, Actes Sud, coll. « Babel noir » no 328, 2025 (ISBN 978-2-330-20245-3) (à paraître le 1er octobre 2025)
8. Au royaume des aveugles, Flammarion Québec, 2019 ((en) Kingdom of the Blind, 2018), trad. Lori Saint-Martin et Paul Gagné  (ISBN 978-2-89077-845-0)Réédition, Actes Sud, coll. « Actes noirs », 2024 (ISBN 978-2-330-19672-1)
9. Un homme meilleur, Flammarion Québec, 2020 ((en) A Better Man, 2019), trad. Lori Saint-Martin et Paul Gagné  (ISBN 978-2-89077-884-9)
10. Tous les diables sont ici, Flammarion Québec, 2020 ((en) All the Devils are Here, 2020), trad. Lori Saint-Martin et Paul Gagné  (ISBN 978-2-89077-885-6)
11. La Folie des foules, Flammarion Québec, 2021 ((en) The Madness of Crowds, 2021), trad. Lori Saint-Martin et Paul Gagné  (ISBN 978-2-89811-030-6)
12. Un monde de curiosités, Flammarion Québec, 2023 ((en) A World of Curiosities, 2022), trad. Paul Gagné  (ISBN 978-2-89811-139-6)
13. Le Loup gris, Flammarion Québec, 2024 ((en) The Grey Wolf, 2024), trad. Paul Gagné  (ISBN 978-2-89811-219-5)

### Romans indépendants
- État de terreur, Flammarion Québec, 2022 ((en) State of Terror, 2021), trad. Lori Saint-Martin et Paul Gagné  (ISBN 978-2-89811-024-5)Écrit avec Hillary Rodham Clinton. Réédition, Actes Sud, coll. « Actes noirs », 2022 (ISBN 978-2-330-15565-0) ; réédition, Actes Sud, coll. « Babel noir » no 309, 2024 (ISBN 978-2-330-19130-6)

## Récompenses et distinctions
- 2013 : Ordre du Canada, pour sa contribution à la culture canadienne en tant qu’auteure mettant en lumière les Cantons-de-l’Est, au Québec[12],[13].

- 2017 : Ordre national du Québec, pour sa contribution exceptionnelle au rayonnement du Québec et de ses régions[14].

Principaux prix remportés :
- Prix Agatha (États-Unis) 
  - Meilleur roman 2007 – Sous la glace (A Fatal Grace)[15]
  - Meilleur roman 2008 – Le Mois le plus cruel (The Cruelest Month)[16],[15]
  - Meilleur roman 2009 – Révélation brutale (The Brutal Telling)[17],[15]
  - Meilleur roman 2010 – Enterrez vos morts (Bury Your Dead)[18],[15]
  - Nommé pour le meilleur roman 2011 – Illusion de lumière (A Trick of the Light)
  - Meilleur roman 2012 – Le Beau Mystère (The Beautiful Mystery)[15]
  - Nommé pour le meilleur roman contemporain 2013 – La Faille en toute chose (How the Light Gets In)
  - Nommé pour le meilleur roman contemporain 2014 – Un long retour (The Long Way Home)
  - Nommé pour le meilleur roman contemporain 2015 – La Nature de la bête (The Nature of the Beast)
  - Meilleur roman contemporain 2016 – Un outrage mortel (A Great Reckoning)[15]
  - Meilleur roman contemporain 2017 – Maisons de verre (Glass Houses)[15]
  - Nommé pour le meilleur roman contemporain 2018 – Au royaume des aveugles (Kingdom of the Blind)
  - Nommé pour le meilleur roman contemporain 2019 – Un homme meilleur (A Better Man)
  - Nommé pour le meilleur roman contemporain 2019 – Un homme meilleur (A Better Man)
  - Meilleur roman contemporain 2020 - Tous les diables sont ici (All the Devils Are Here)
  - Nommé pour le meilleur roman contemporain 2021 – La Folie des foules (The Madness of Crowds)
  - Nommé pour le meilleur roman contemporain 2022 – A World of Curiosities

- Prix de la Crime Writers' Association (Royaume-Uni)
  - Prix John Creasey (New Blood) 2006 – En plein cœur (Still Life)
  - Nommé pour le Gold Dagger 2014 – La Faille en toute chose (How the Light Gets In)

- Prix Arthur-Ellis (Canada)
  - Meilleur premier roman 2006 – En plein cœur (Still Life)
  - Nommé pour le meilleur roman 2008 – Le Mois le plus cruel (The Cruelest Month)
  - Nommé pour le meilleur roman 2009 – Défense de tuer (The Murder Stone)[19]
  - Meilleur roman 2011 – Enterrez vos morts (Bury Your Dead)
  - Nommé pour le meilleur roman 2012 – Illusion de lumière (A Trick of the Light)
  - Nommé pour le meilleur roman 2020 – Tous les diables sont ici (All the Devils are Here)
  - Grand Master Award 2022 Crime Writers of Canada Awards of Excellence[20]

- Prix Dilys (États-Unis)
  - Meilleur roman 2007 – En plein cœur (Still Life)[21]
  - Nommé pour le meilleur roman 2010 – Révélation brutale (The Brutal Telling)
  - Meilleur roman 2011 – Enterrez vos morts (Bury Your Dead)
  - Nommé pour le meilleur roman 2012 – lllusion de lumière (A Trick of the Light)

- Prix Anthony (États-Unis)
  - Meilleur premier roman 2007 – En plein cœur (Still Life)[22]
  - Nommé pour le meilleur roman 2009 – Le Mois le plus cruel (The Cruelest Month)[22]
  - Meilleur roman 2010 – Révélation brutale (The Brutal Telling)
  - Meilleur roman 2011 – Enterrez vos morts (Bury Your Dead)
  - Meilleur roman 2012 – Illusion de lumière (A Trick of the Light)
  - Meilleur roman 2013 – Le Beau Mystère (The Beautiful Mystery)
  - Nommé pour le meilleur roman 2015 – Un long retour (The Long Way Home)
  - Nommé pour le meilleur roman 2016 – La Nature de la bête (The Nature of the Beast)[22]
  - Meilleur livre audio 2016 – La Nature de la bête (The Nature of the Beast)
  - Meilleur roman 2017 – Un outrage mortel (A Great Reckoning)[22]
  - Nommé pour le meilleur roman 2018 – Maisons de verre (Glass Houses)
  - Nommé pour le meilleur roman 2016 – La Nature de la bête (The Nature of the Beast)[22]

- Prix Barry (États-Unis)
  - Meilleur premier roman 2007 – En plein cœur (Still Life)
  - Nommé pour le meilleur roman 2009 – Le Mois le plus cruel (The Cruelest Month)
  - Nommé pour le meilleur roman policier de la décennie en 2010 – En plein cœur (Still Life)
  - Nommé pour le meilleur roman 2011 – Enterrez vos morts (Bury Your Dead)
  - Meilleur roman 2017 – Un outrage mortel (A Great Reckoning)
  - Nommé pour le meilleur roman 2023 – A World of Curiosities

- Prix Macavity (États-Unis)
  - Nommé pour le meilleur roman 2009 – Le Mois le plus cruel (The Cruelest Month)[23]
  - Nommé pour le meilleur roman 2010 – Révélation brutale (The Brutal Telling)
  - Meilleur roman 2011 – Enterrez vos morts (BuryYour Dead)[23]
  - Nommé pour le meilleur roman 2012 – Illusion de lumière (A Trick of the Light)
  - Meilleur roman 2013 – Le Beau Mystère (The Beautiful Mystery)[23]
  - Nommé pour le meilleur roman 2014 – La Faille en toute chose (How the Light Gets In)
  - Nommé pour le meilleur roman 2015 – Un long retour (The Long Way Home)
  - Meilleur roman 2017 – Un outrage mortel (A Great Reckoning)
  - Nommé pour le meilleur roman 2018 – Maisons de verre (Glass Houses)
  - Nommé pour le meilleur roman 2021 - Tous les diables sont ici (All the Devils Are Here)
- Meilleur roman 2023 - A World of Curiosities

- Prix Lefty
  - Meilleur roman (hors États-Unis) 2014 – La Faille en toute chose (How the Light Gets In)
  - Meilleur roman international (hors côte Ouest américaine) 2016 – La Nature de la bête (The Nature of the Beast)
  - Meilleur roman 2017 – Un outrage mortel (A Great Reckoning)
  - Nommé pour le meilleur roman 2018 – Maisons de verre (Glass Houses)
  - Nommé pour le meilleur roman 2019 – Au royaume des aveugles (Kingdom of the Blind)
  - Meilleur roman 2021 - Tous les diables sont ici (All the Devils Are Here)
  - Meilleur roman 2023 - A World of Curiosities

## Adaptation à la télévision
- 2013 : Nature morte (Still Life: A Three Pines Mystery), téléfilm canadien réalisé par Peter Moss, d'après le roman éponyme, avec Nathaniel Parker dans le rôle de l'inspecteur-chef Armand Gamache, Anthony Lemke et Kate Hewlett.
- 2022 : Le village de Three Pine ou Three Pines, série mystère réalisée par Sam Donavan, Tracey Deer et Daniel Grou. L'adaptation prend place dans la série Armand Gamache enquête de Louise Penny. Elle est diffusée sur Amazon Prime à partir du 2 décembre 2022. Elle met en scène Alfred Molina dans le rôle de l'Inspecteur Armand Gamache, Rossif Sutherland dans le rôle de Jean-Guy Beauvoir et Elle-Mija Tailfeathers dans le rôle d'Isabelle Lacoste.